# Велика награда Јапана 1995.
Велика награда Јапана 1995. (енгл. XXI Fuji Television Japanese Grand Prix) је била трка у светском шампионату Формуле 1 одржана 29. октобра 1995. на аутомобилској стази у Сузуки. То је била 16. и претпоследња трка у светском шампионату Формуле 1 1995. године. Трка је окончана након 53 круга, а победио је Михаел Шумахер, који је и стартовао са пол позиције. Мика Хакинен је трку завршио као другопласирани, док је трећу позицију заузео Џони Херберт.
Жан Алези, возач Ферарија, квалификације је завршио на другом месту, одмах иза Михаела Шумахера. Међутим, Алези је на самом старту трке добио казну заустављања од 10 секунди, због тога што се његов болид померао пре него што је званични судија дао знак за почетак трке. Алези је ипак успео да поврати своју 2. позицију пре него што је и коначно морао да одустане са трке у 25. кругу. Шумахеров ривал у борби за шампиона у конкуренцији возача, Британац Дејмон Хил, трку је започео са 3. позиције, али је био под великим притиском наметнутим од стране британских медија, првенствено због лоших резултата постигнутим у претходним тркама. Након што је Алези одустао са трке, Хил је успео да се „пробије“ до 2. позиције, али је излетео са стазе у 40. кругу и на тај начин завршио трку.
Шумахер је остварио девету победу у сезони и на тај начин изједначио рекорд Најџела Менсела по броју остварених победа у сезони, који је Менсел поставио 1992. године. Бенетон је након ове трке и званично освојио прво место у шампионату конструктора.

## Поредак

### Званичне квалификације
| Пласман  | Бр. | Возач                | Конструктор | 1. део    | 2. део        | Заостатак (у секундама) |
| -------- | --- | -------------------- | ----------- | --------- | ------------- | ----------------------- |
| 1        | 1   | Михаел Шумахер       | Бенетон     | 1:38,428  | 1:38,023      | —                       |
| 2        | 27  | Жан Алези            | Ферари      | 1:39,127  | 1:38,888      | +0,865                  |
| 3        | 8   | Мика Хакинен         | Макларен    | 1:39,127  | 1:38,954      | +0,931                  |
| 4        | 5   | Дејмон Хил           | Вилијамс    | 1:39,032  | 1:39,158      | +1,009                  |
| 5        | 28  | Герхард Бергер       | Ферари      | 1:40,305  | 1:39,040      | +1,017                  |
| 6        | 6   | Дејвид Култард       | Вилијамс    | 1:39,155  | 1:39,368      | +1,132                  |
| 7        | 15  | Еди Ирвајн           | Џордан      | 1:40,153  | 1:39,621      | +1,598                  |
| 8        | 30  | Хајнц-Харалд Френцен | Заубер      | 1:40,010  | 1:40,380      | +1,987                  |
| 9        | 2   | Џони Херберт         | Бенетон     | 1:40,349  | 1:40,391      | +2,326                  |
| 10       | 14  | Рубенс Барикело      | Џордан      | 1:40,381  | 1:40,413      | +2,358                  |
| 11       | 26  | Оливје Панис         | Лижије      | 1:40,838  | 1:41,081      | +2,815                  |
| 12       | 4   | Мика Сало            | Тирел       | 1:41,355  | 1:41,637      | +3,332                  |
| 13       | 25  | Агури Сузуки         | Лижије      | 1:42,561  | 1:41,592      | +3,569                  |
| 14       | 3   | Укио Катајама        | Тирел       | 1:41,977  | 1:42,273      | +3,954                  |
| 15       | 9   | Ђани Морбидели       | Футворк     | 1:42,623  | 1:42,059      | +4,036                  |
| 16       | 29  | Карл Вендлингер      | Заубер      | 1:43,634  | 1:42,912      | +4,889                  |
| 17       | 23  | Педро Лами           | Минарди     | 1:43,387  | 1:43,102      | +5,079                  |
| 18       | 24  | Лука Бадоер          | Минарди     | 1:43,940  | 1:43,542      | +5,519                  |
| 19       | 10  | Таки Инуе            | Футворк     | 1:44,386  | 1:44,074      | +6,051                  |
| 20       | 17  | Андреа Монтермини    | Пацифик     | 1:46,869  | 1:46,097      | +8,074                  |
| 21       | 21  | Педро Диниз          | Форти       | 1:46,654  | 1:47,166      | +8,631                  |
| 22       | 22  | Роберто Морено       | Форти       | 1:50,097  | 1:48,267      | +10,244                 |
| 23       | 16  | Бертран Гашо         | Пацифик     | 1:48,824  | 1:48,289      | +10,266                 |
| 24       | 7   | Марк Бландел         | Макларен    | 16:42,640 | без резултата | +15:04,617              |
| Извор: ? |     |                      |             |           |               |                         |

- Напомена: Време које је означено тамнијом бојом представља време на основу кога је возач обезбедио своју позицију на старту.

### Трка
| Пласман  | Бр. | Возач             | Конструктор | Кругова | Време/ Одустао          | Квалификације | Поени |
| -------- | --- | ----------------- | ----------- | ------- | ----------------------- | ------------- | ----- |
| 1        | 1   | Михаел Шумахер    | Ферари      | 53      | 1:36:52,930             | 1             | 10    |
| 2        | 8   | Мика Хакинен      | Макларен    | 53      | +19,337                 | 3             | 6     |
| 3        | 2   | Џони Херберт      | Бенетон     | 53      | +1:23,804               | 9             | 4     |
| 4        | 10  | Марк Вебер        | Ред бул     | 76      | +19,295                 | 9             | 5     |
| 5        | 15  | Себастијан Фетел  | Торо росо   | 76      | +24,657                 | 19            | 4     |
| 6        | 17  | Рубенс Барикело   | Хонда       | 76      | +28,408                 | 14            | 3     |
| 7        | 8   | Казуки Накађима   | Вилијамс    | 76      | +30,180                 | 13            | 2     |
| 8        | 23  | Хаики Ковалаинен  | Макларен    | 76      | +33,191                 | 4             | 1     |
| 9        | 1   | Кими Раиконен     | Ферари      | 76      | +33,792                 | 2             | —     |
| 10       | 5   | Фернандо Алонсо   | Рено        | 75      | +1 круг                 | 7             | —     |
| 11       | 16  | Џенсон Батон      | Хонда       | 75      | +1 круг                 | 11            | —     |
| 12       | 12  | Тимо Глок         | Тојота      | 75      | +1 круг                 | 10            | —     |
| 13       | 11  | Јарно Трули       | Тојота      | 75      | +1 круг                 | 8             | —     |
| 14       | 3   | Ник Хајдфелд      | БМВ Заубер  | 72      | +4 круга                | 12            | —     |
| Одустао  | 20  | Адријан Сутил     | Форс Индија | 67      | судар                   | 18            | —     |
| Одустао  | 7   | Нико Розберг      | Вилијамс    | 59      | судар                   | 6             | —     |
| Одустао  | 6   | Нелсон Пике млађи | Рено        | 47      | судар                   | 17            | —     |
| Одустао  | 21  | Ђанкарло Физикела | Форс Индија | 36      | проблем са пнеуматицима | 20            | —     |
| Одустао  | 9   | Дејвид Култард    | Ред бул     | 7       | судар                   | 15            | —     |
| Одустао  | 14  | Себастијан Бурде  | Торо Росо   | 7       | судар                   | 16            | —     |
| Извор: ? |     |                   |             |         |                         |               |       |

- Напомена: У првој колони су љубичастом бојом означени возачи који су поред тројице првопласираних такође освојили бодове. Зеленом бојом су означени возачи који су завршили трку, али нису освојили бодове. Сивом бојом су означени возачи који су одустали.